# 로미오의 음반 목록
다음은 대한민국의 음악 그룹 로미오의 음반 목록이다.